# Squirrel and G-Man Twenty Four Hour Party People Plastic Face Carnt Smile (White Out)
Squirrel and G-Man Twenty Four Hour Party People Plastic Face Carnt Smile (White Out) — дебютный студийный альбом британской рок-группы Happy Mondays, вышедший в 1987 году. Диск занял 4-е место в британском хит-параде категории «инди». Название альбома является отрывком из песни «24 Hour Harty Party People».

## Об альбоме
Первые пластинки Happy Mondays вышли в 1985-86 гг. с разными продюсерами. В лондонской студии Fire House декабре 1986 года вместе с Джоном Кейлом группа записала свой дебютный альбом. В него не вошли ранее выпущенные песни. Выход альбома был осложнён нарушением авторского права со стороны группы: песня «Desmond» являлась практически копией песни The Beatles «Ob-La-Di, Ob-La-Da». По требованию Майкла Джексона, владельца прав на эту песню в то время, тираж альбома был уничтожен, и в новой версии «Desmond» была заменена «24 Hour Harty Party People».

## Обложка
Обложка альбома оформлена дизайнерской фирмой Central Station Design, впоследствии занимавшейся дизайном всех пластинок группы.

## Список композиций
Все песни написаны Happy Mondays, за исключением № 9.
1. «Kuff Dam» — 3:06
2. «Tart Tart» — 4:25
3. «'Enery» — 2:22
4. «Russell» — 4:53
5. «Olive Oil» — 2:36
6. «Weekend S» — 2:23
7. «Little Matchstick Owen» — 3:42
8. «Oasis» — 3:45
9. «Desmond» — 4:40
10. «Cob 20» — 4:20

## Альбомные синглы
- Tart Tart / Little Matchstick Owen’s Rap (март 1987)
- 24 Hour Harty Party People / Yahoo / Wah Wah (Think Tank) (1987)